# 몬트리올 미라벨 국제공항
몬트리올 미라벨 국제공항(Montréal-Mirabel International Airport, IATA: YMX, ICAO: CYMX)은 과거 몬트리올 국제공항으로 불렸으며, 퀘벡 주 미라벨에 있는 공항이다. 몬트리올 시내에서 북서쪽으로 39km 정도 떨어져 있으며, 1975년 10월 4일 개업하였다. 전체 면적 396.6km2로 세계에서 가장 넓은 공항으로 계획하였다.
1989년 계획 면적 중 330 제곱킬로미터를 원 소유자에게 반환하였다. 현재 공항의 주 목적은 화물, MEDEVAC, 취미 항공이다. 봄바디어 에어로스페이스의 주 생산 기지이며, 지역 제트 항공기의 최종 조립이 이루어진다. 과거 여객 터미널은 레이싱 경기장으로 사용 중이다.
캐나다 동쪽을 담당하는 도르발 공항을 대체하기 위한 공항으로 설립되었으며, 1975년부터 1997년까지 몬트리올로 가는 모든 국제선 항공기는 이 공항을 사용해야만 했다. 도심과 너무 멀리 떨어져 있으며, 대중 교통 수단이 없었던데다가 지역 경제가 침체되면서 항공사와 이용객 모두가 기피하게 되었다. 결국 공공의 압력을 받아 기존 도르발 공항은 폐쇄되지 않았고, 미라벨 공항은 화물 전담 겸 봄바디어의 생산 라인으로 이용하고 있다.
출입국이 가능하지만 15명 이하의 항공기만 처리할 수 있다. 연간 5천만명 규모까지 확장할 수 있으나 이용객 규모로 보아 이루어질 가능성이 적다.

## 개발

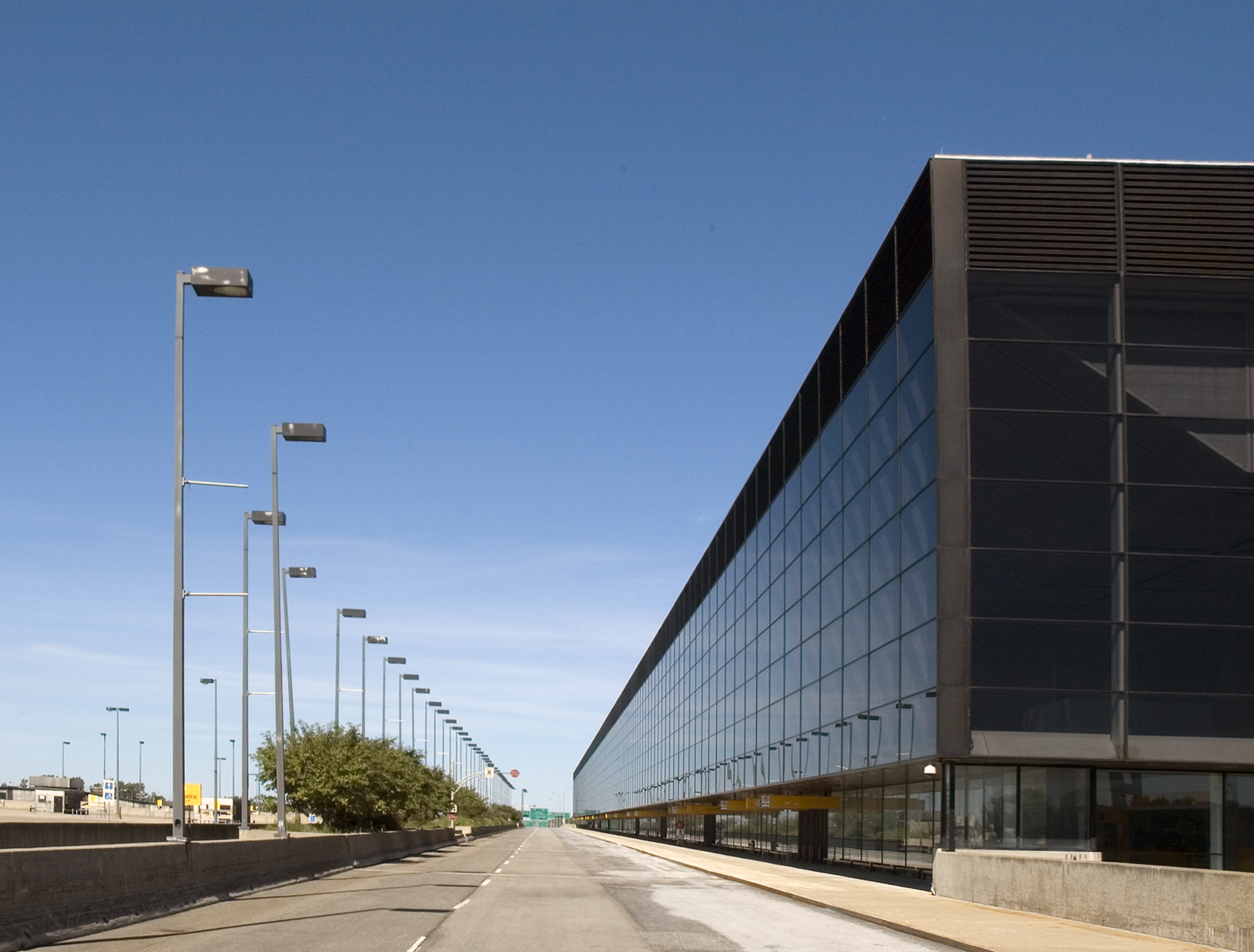
터미널 전경

1960년대 몬트리올의 경제 개발로 1967년 세계 박람회 유치 및 도시 철도 건설 등 여러 사업이 시작되었다. 연방 정부에서 유럽발 항공기는 캐나다에서 몬트리올에만 취항할 수 있도록 규정을 세워서 항공 교통을 통해서 도시를 찾는 사람이 늘어났다. 이는 도르발 공항의 승객이 연간 15~20% 증가하는 원인이 되었다. 도시의 미래에 대해서 희망적으로 예상하였기 때문에 정부에서는 더 많은 승객을 수용할 수 있는 새 공항을 짓기로 하였다.
캐나다 교통부는 몬트리올 신공항을 위한 후보지로 5곳을 선정하였다.
- 생장쉬르리슐리외 (남동쪽 50km)
- 보드뢰이도리옹 (서쪽 40km)
- 졸리트 (북쪽 70km)
- 생타마블 (남동쪽 30km)
- 스테숄라스티크 (북서쪽 60km)

연방 정부는 보드뢰이도리옹에 공항을 짓기 제안하였다. 기존 도로 및 철도가 있었고, 도시 인구를 감당하기에 충분한 위치에 있으며, 추후 오타와 등지까지 감당할 수 있는 위치였기 때문이다. 퀘벡 주지사는 국제 공항과 같은 거대 사업을 온타리오 주 경계에 두고 싶지 않아서 몬트리올 동쪽 100km 드루몬드빌에 공항을 두기 원했다.

### 토지 수용

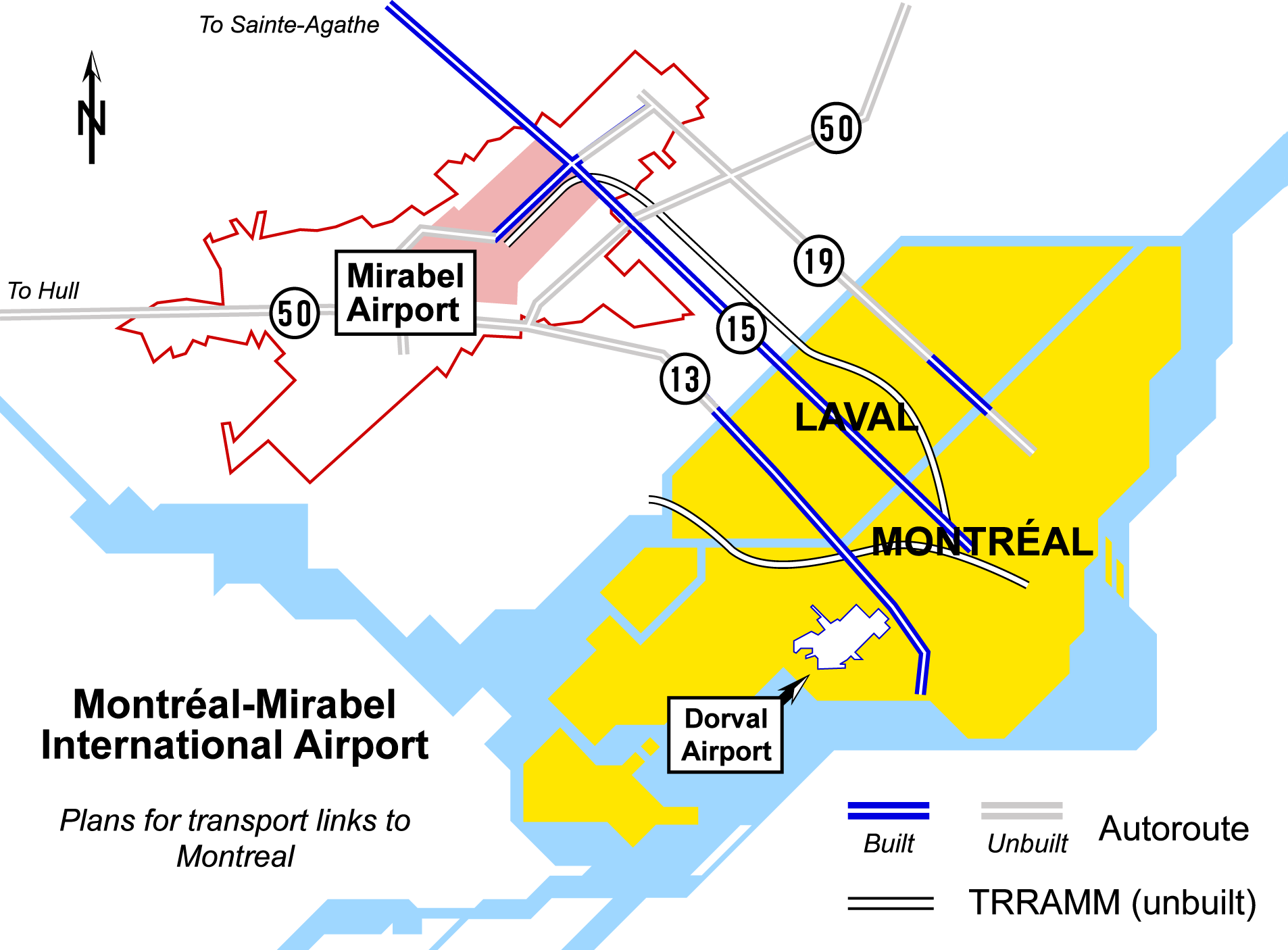
몬트리올 미라벨 공항의 계획된 교통편

1969년 3월부터 캐나다 연방 정부와 퀘벡 주정부는 세인트 스콜라스티크 지역 토지를 수용하기 시작하였다. 당시 몬트리올 시보다 더 큰 390 제곱킬로미터 가량을 수용하기로 했다. 이는 세계에서 가장 넓은 토지를 차지하고 있는 공항이다. 퀘벡 자동차 도로 15호선과 50호선이 통과하였다. 자동차 도로 13호선 건설, 자동차 도로 50호선 오타와 연장안은 계획되었으나 실현되지 않았다.
공항 건물 자체는 전체 면적의 19%인 69 제곱킬로미터만 차지하고 있다. 연방 정부는 남는 땅을 소음 완중지 및 공단으로 사용하려고 했으나, 공단 계획은 시작되지 않았다. 토지 수용 대상자들은 이 계획에 분노하여 수용을 거부하기도 했다. 1970년 6월 공항 건물이 착공되었다.
시속 100~120km으로 운행하는 철도 교통 TRRAMM(Transport Rapide Régional Aéroportuaire Montréal-Mirabel)을 같이 건설하기로 계획하였으나 역시 실현되지 않았고, TRRAMM 노선은 몬트리올의 다른 영역까지 건설하려고 했다. 목표가 매우 큰 데다가 예산도 매우 많이 필요하기 때문에 연방, 주, 시 정부의 자금 문제로 실현되지 못했다. 이 때문에 공항으로 가는 교통은 부족한 도로를 지나는 고속버스밖에 없었다.

## 영업 및 몰락
1976년 몬트리올 하계 올림픽 기간에 맞추어 1975년 10월 4일 몬트리올 미라벨 공항이 개항하였다. 올림픽 수요를 맞추기 위해서 미라벨 공항으로 운항편을 2단계에 걸쳐서 옮겼다. 국제선은 개항 이후 바로, 국내선은 1982년까지 도르발 공항을 사용하였다. 연방 정부는 1985년 도르발 공항이 한계에 다다르고, 연간 2천만 명이 몬트리올에 비행기를 통해서 들어오며, 그 중 1700만 명은 미라벨 공항을 사용할 것이라고 예상했다. 모든 예상은 적중하지 않았고, 1991년 미라벨과 도르발 공항 둘 다 합쳐서 연간 8백만 명의 승객 및 112,000톤의 화물을 처리하였다. 같은 해 토론토는 연간 1850만 명의 승객 및 312,000톤의 화물을 처리하였다. 미라벨 공항은 개업한 동안 연간 3백만명 이상을 처리한 적이 없었다.
1980년대부터 장거리 제트기가 등장하여 대서양을 건너기 전 몬트리올에서 재급유할 필요가 없어졌으며, 미라벨 공항 설계 시 이 사실을 감안하였다. 올림픽 이후 몬트리올 지역 경제가 침체기를 맞으면서 항공 교통의 수요가 없어져서, 미라벨 공항을 사용할 필요가 없어졌다.

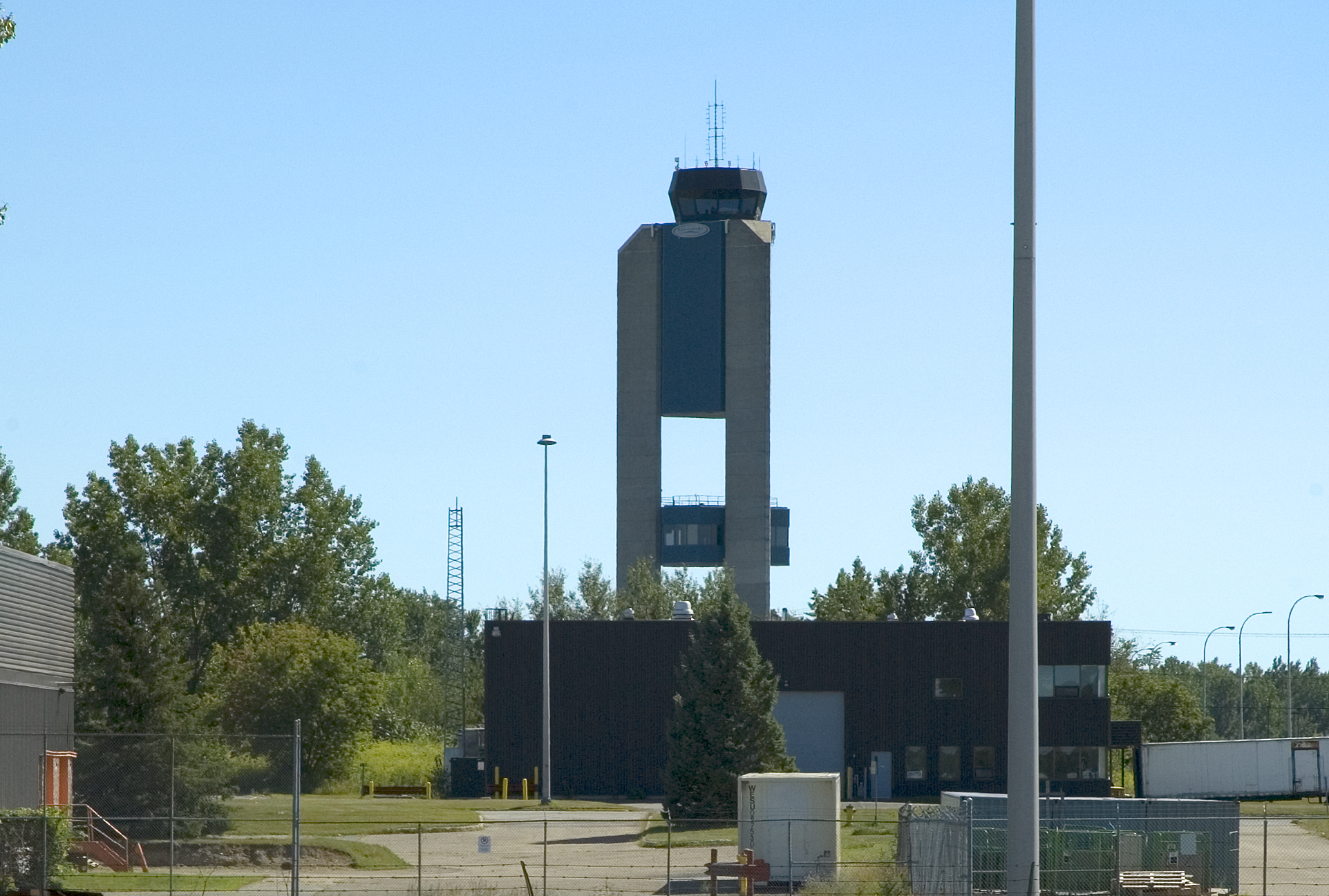
미라벨 공항 관제탑

미라벨 공항을 살리기 위해서 1975년부터 1997년까지 도르발 공항에 국제선 취항을 금지하였다. 그러나 공공의 압력 때문에 도르발 공항을 폐쇄하기는 힘들었다. 도르발 공항은 미라벨 공항보다 도시 접근성이 좋고, 항공사 및 여행객 둘 다 미라벨 공항을 선호하지 않았다. 미라벨 공항은 교통 상황이 좋아도 도심까지 50분이 걸렸으나, 도르발 공항은 20분만에 도심에 진입할 수 있었다. 몬트리올에서 국내선과 국제선을 갈아탈 승객들은 갈아타기 위해서 버스를 타야만 했고, 몬트리올 시민들은 국제 공항이 너무 멀어서 미라벨 공항을 좋아하지 않았다. 많은 국제 항공사들은 캐나다에 두 도시나 취항할 이유를 찾지 못해서 캐나다 국내 및 미국과 접근성이 좋은 토론토에 취항하였다.
도르발과 미라벨 공항으로 노선을 나누면서, 몬트리올을 오고가는 항공 교통 이용객 수는 토론토와 밴쿠버, 캘거리에도 뒤지기 시작하였다. 결국 1997년 도르발 공항 국제선 착륙이 허용된 이후 항공사들은 도르발 공항에 다시 취항하기 시작했다. 미라벨 공항이 인기를 잃어 가면서 미라벨 공항 터미널 근처에 있는 354실 규모 호텔은 25년간 영업한 후 2002년에 문을 닫았다.

### 논쟁
1990년대 말 매클린 지에서 공항 건설 당시 토지를 수용당한 사람을 인터뷰하였다. 자신은 도시를 구하기 위해서 토지를 희생했다고 생각하며, 도르발 공항을 폐쇄하지 않고 미라벨 공항의 가능성을 제대로 예측하지 못한 점에 대해서 트뤼도 정부를 비판하였다. 미라벨 공항 지지자들은 도르발 공항과는 달리 공항을 확장해야 하며, 도르발 공항을 폐쇄하고 토지를 재개발하여 얻은 이익을 미라벨 공항 접근성을 개선하는 데 써야 한다고 주장했다.
미라벨 공항의 초기 위치는 도심지의 소음 공해를 예방할 수 있어서 적당했으나, 엔진 기술의 발전으로 항공기 소음은 크게 줄어들었다.

### 현재
2000년부터 2005년까지 7억 1600만 캐나다 달러를 투자해서 이루어진 도르발 공항의 확장 공사를 통하여 연간 2천만명의 승객을 처리할 수 있게 되었고, 이는 당초 미라벨 공항의 목표였다. 아에로포르 드 몽레알에서 전액을 투자하였고, 정부 예산은 투입되지 않았다. 현재 몬트리올 미라벨 공항은 화물 전용 공항으로 사용되고 있으며 여객 영업은 2004년 10월 31일 중단되었다. 봄바디어 에어로스페이스는 미라벨 공항에서 신규 제작 항공기를 시험하고 있고, 벨 헬리콥터에서는 헬리콥터 시설을 운영하고 있다.
2006년 12월 스티븐 하퍼 총리는 역사적인 부정의를 바로잡는다는 뜻으로 미라벨 공항 당시 수용했던 4450 헥타르 상당의 토지를 원 소유자에게 반환하기로 결정하였다. 정부에서 땅을 빌렸던 농부 125명은 이 조치 이후로 땅을 다시 구입할 수 있게 되었다. 하퍼 총리는 전임 총리가 1985년부터 시작하였던 국가 수용 자산의 반환 조치를 끝낼 수 있게 되었다면서 기쁨을 표현하였다.
2007년 5월 몬트리올 공항의 일부는 자동차 경주 트랙으로 임대되었으며, 개인용 제트기 관리 시설 역시 설치되었다. 같은 해 8월에는 퀘벡 주의 항공 앰뷸런스 서비스를 운영하는 비영리 단체 에어메딕이 몬트리올 생 후베르 공항에서 미라벨 공항으로 본부를 옮겼다.

## 구조

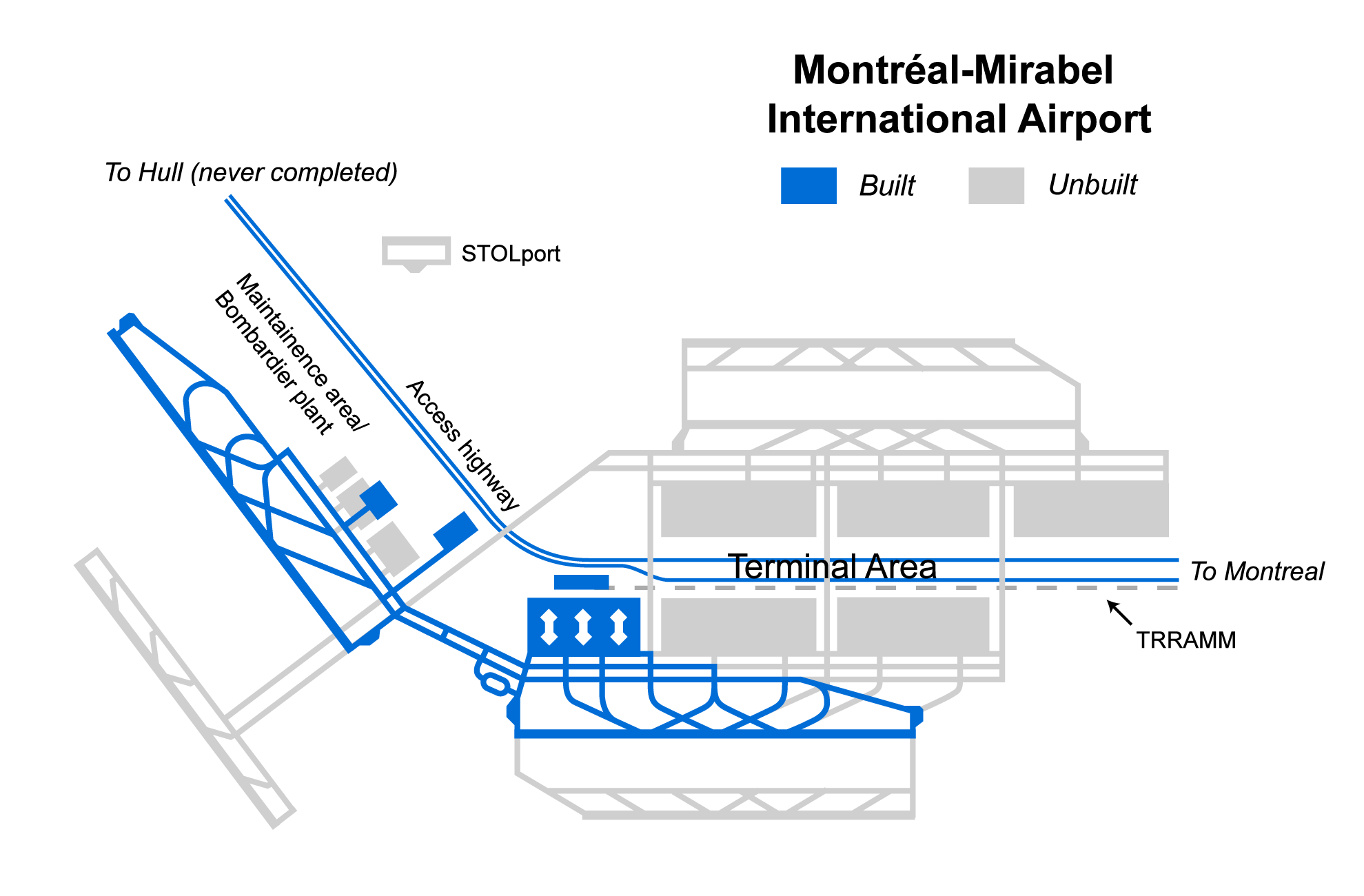
미라벨 공항 구조

미라벨 공항에는 활주로 6개, 터미널 6동이 건설될 예정이었다. 2025년까지 여러 단계로 확장이 예정되었으나, 1단계 이후로 확장 공사가 진행되지 않았다. 주차장부터 항공기까지는 최대 200미터만 걸어가면 되며, TRRAMM을 위하여 건설된 승강장이 지하에 있다. 1967년 세계 박람회 전시장 디자인과 비슷하게 설계되어 있다.
게이트와 탑승동까지는 최대 100미터만 걸어가면 되며, 게이트부터 항공기까지는 차량이 제공된다.

## 취항 항공사

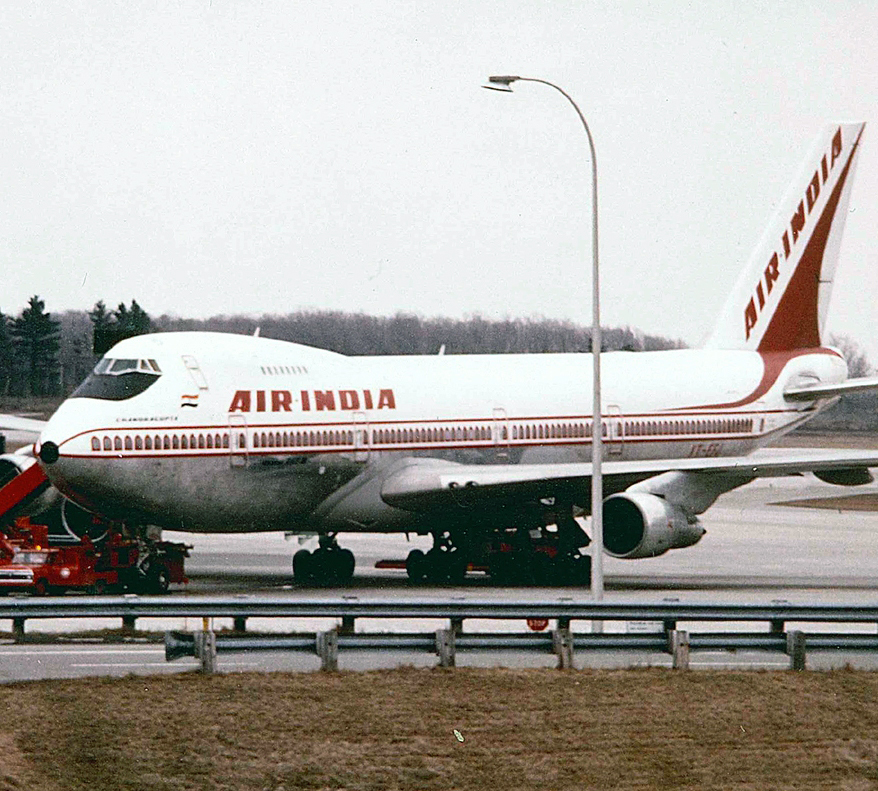
에어 인디아 소속 보잉 747-200B, 1983년

미라벨 공항은 캐나다 국적 항공사 에어캐나다, 캐나다 퍼시픽 항공, 노르드에어 및 15개국 이상의 해외 항공사가 취항하였다. 이 항공사들은 미라벨 공항 개항 당시 소속 국가의 국기를 터미널 앞에 걸었다. 취항 항공사들은 계속 늘었다가, 1997년 도르발 공항 국제선 영업이 재개된 후 도르발 공항으로 변경하였다. 몇몇 전세기 항공사도 취항하였다가, 2004년 에어 트랜셋을 마지막으로 전세기 취항도 중단되었다.
현재 미라벨 공항에 취항하는 항공사는 대부분 화물 항공사이다.
| 항공사                    | 목적지                                       |
| ------------------------- | -------------------------------------------- |
| DHL                       | 신시내티(노던캔터키)                         |
| 페덱스 익스프레스         | 인디애나폴리스, 멤피스, 뉴욕(뉴어크), 오타와 |
| UPS 항공                  | 루이빌                                       |
| 놀리노르 항공             |                                              |
| 모닝스타 에어 익스프레스  | 몬크톤, 퀘벡, 토론토(피어슨)                 |
| 스카이링크 항공           | 퀘벡                                         |
| 카고젯 항공               | 해밀턴, 위니펙                               |
| 켈로우나 플라이트크래프트 | 몬크톤, 오타와, 위니펙                       |

## 사건 및 사고
- 1985년 6월 23일 에어 인디아 182편이 미라벨을 거쳐 런던 히드로 공항으로 가는 보잉 747-200B 항공기가 아일랜드 근처에서 폭발하여 승객 307명, 승무원 22명이 전원 사망하였다.

- 1995년 1월 21일 로얄 에어 모로코 205편이 뉴욕 경유 카사블랑카로 출항을 준비하면서 캐나다 항공 지상 요원들이 얼음을 녹이고 있었으나, 비행기 엔진에 시동이 걸려 있었다. 통신 오류로 조종사는 얼음 제거가 완료된 것으로 착각하여 앞으로 활주하고 있었다. 제빙 차량 2대와 수평 안정 장치가 파손되었고, 제빙 작업 요원과 운전사가 모두 부상당했다.[3]

- 1998년 6월 18일 프로프에어 420편이 도르발 공항에서 온타리오 주 피터버러로 가는 항공편이 초기 이륙 시 날개/엔진에 불이 붙었다. 미라벨 공항에 비상 착륙을 시도하였으나, 랜딩 기어가 펼쳐지지 않아서 충돌하였다. 조종사 2명과 승객 9명이 모두 사망하였다.[4]

## 참고
- Financial Times of Canada. (1975). Mirabel. Special ed. Don Mills, ON: Financial Times of Canada.
- Aeroports de Montréal ADM 역사
- Durivage, Simon."Mirabel, airport of the year 2000." Montréal, Montréal. 1992년 9월 8일, 동영상 기록 보관됨 2005-10-23 - 웨이백 머신.
- Radio-Canada, "De Mirabel à Dorval", 1999년 5월 14일, Web archive